# Althanova renklóda

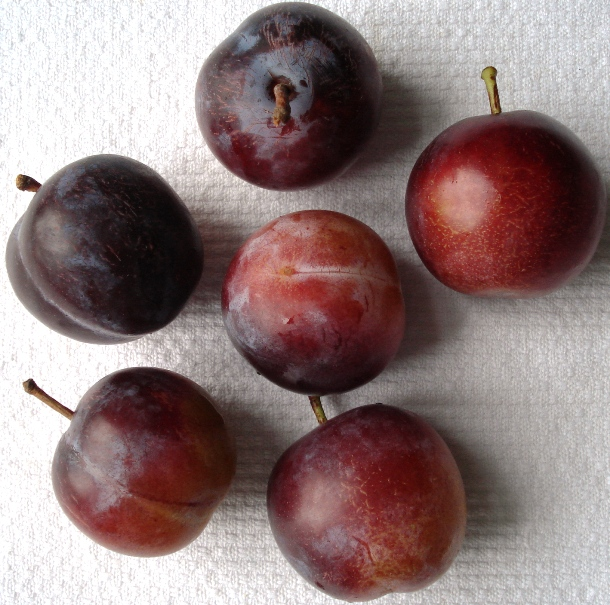
Plody.

Althanova renklóda (Prunus domestica 'Althanova renklóda') je ovocný strom, kultivar druhu slivoň renklóda z čeledi růžovitých. Odrůda je českého původu, je cizosprašná, plodí po několika letech velké chutné šťavnaté plody s červenou slupkou. Trpí moniliózou, po deštích mohou praskat plody, které jsou pak napadány. Tato stará odrůda je stále poměrně rozšířená, většinou se pěstuje v zahradách.

## Další názvy
Podle biolib.cz je pro odrůdu s označením Althanova renklóda používáno více rozdílných názvů, například Procházkova renklóda, slíva Althanova, ryngle (lidově). Podle učebnice ovocnictví byl používán i název 'Vavřínka'. V jiných zemích jsou používány jiné názvy, například ve Velké Británii Count Althann's Gage, v Dánsku Reine Claude Althann.

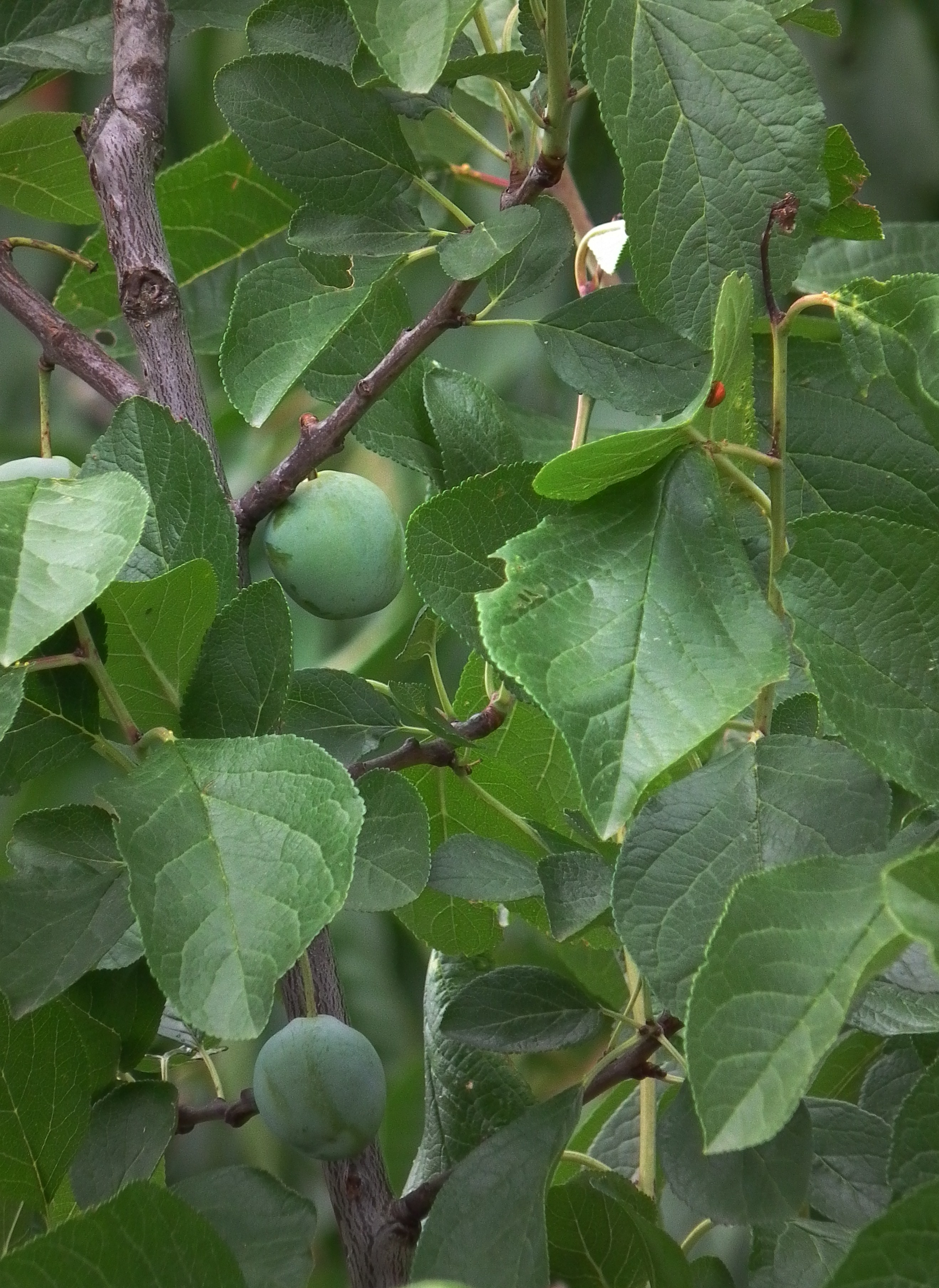
Listy a nezralé plody.

## Původ
Odrůda byla vypěstována zahradníkem panem J. Procházkou ve Svojšicích u Kolína z pecky Zelené renklódy 1850-1860 (podle jiného zdroje v první polovině 19. století). Nazvána byla podle majitele panství Svojšice a zaměstnavatele pana Procházky, hraběte M. J. Althanna 'Graf Althanns Reneklode'.

## Vlastnosti
Odolnost proti mrazu je vysoká, je vhodná i do středních poloh. Náročnost na stanoviště je střední. Růst je silný až velmi silný. Roste bujně, později středně. Na myrobalánu tvoří vznosné, později vznosně kulovité koruny, na ostatních podnožích je habitus koruny široce kulovitý, často poněkud hustý. Výhony jsou tlusté a dosti dlouhé, směřují šikmo vzhůru. Větve obrůstají řidším plodným obrostem. Odrůda Althanova renklóda kvete středně raně a je cizosprašná. Hojně a pravidelně plodná. Mezi vhodné opylovače patří Zelená renklóda , Oullinská a Vlaška. Kultivar je méně vhodný k přeštěpování vzrůstných odrůd, žádá opatrný řez. Pro vysoké výnosy je třeba volit půdy vlhčí a zásobené živinami. V suchých půdách bývá ovoce drobné, ve vlhkých trpí moniliózou. Preferuje chráněné polohy. V druhé polovině 20. století byla považována za tržní odrůdu vhodnou pro velkopěstitelství.

## Plodnost

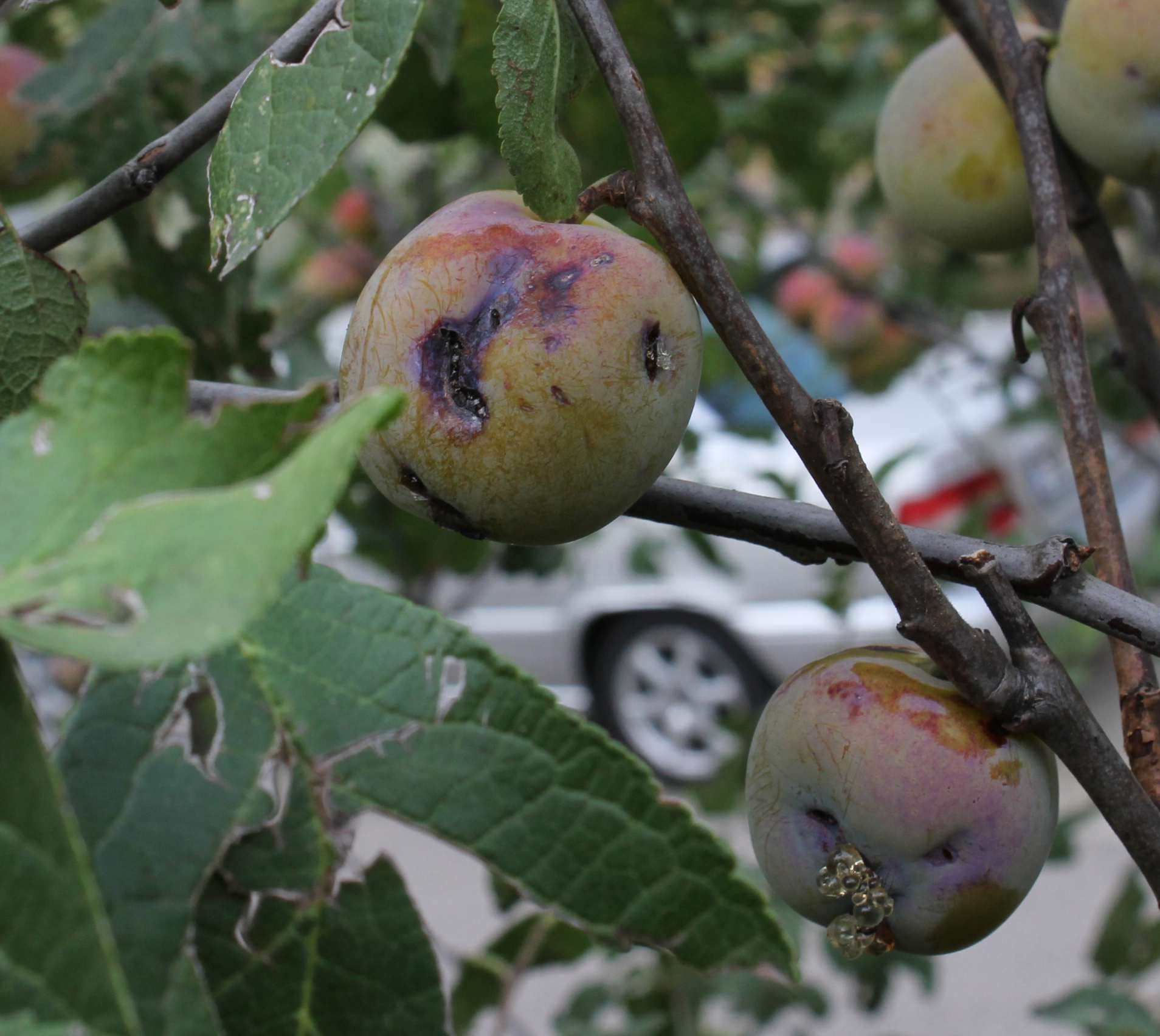
Dozrávající plody Althanovy renklódy poškozené kroupami, Podolí, nedaleko Brna.

Ve zralosti středně raná až pozdní zraje 10 dnů před Domácí velkoplodou, v druhé polovině srpna. Plody vydrží nejméně dva týdny na stromě. Některé zdroje uvádějí že začátek plodnosti nastupuje po několika letech, jiné uvádějí že plodnost nastupuje brzy. Plodnost je pravidelná, střední až hojná. Špatně snáší transport, je třeba plody podtrhnout nebo sklízet na počátku zralosti. Plody jsou vhodné k přímé konzumaci nebo ke kompotování.

## Plod
Plody bývají velké (35 - 45 g), slupka je ojíněná, matná, fialově načervenalé barvy, plody dosahují velikosti asi 4,5 cm. Stopka krátká, tlustá, zelenavá. částečně zrezivělá. Plody zrají v druhé polovině srpna. Růžově až oranžově žlutá dužnina je aromatická, dezertní, dužnina je dobře odlučitelná od pecky.

## List
Celokrajný, vroubkovaný. Elipsovitý, k oběma koncům zúžený. Průměrná velikost: délka čepele 103.3 mm, šířka čepele 63.7 mm. Délka řapíku 25.7 mm.

## Pupen
Široce kuželovité pupeny, malé.

## Květy
V období květu jsou již vyrašené listy. Květy jsou velké, 2.5-2.9 cm v průměru. Je dobrý opylovač. Kvete poloraně a je cizosprašná.

## Podnož
Plodí největší plody na bujně rostoucích podnožích. Je doporučena žilienka (St. Julien semenáč, Okrouhlička), a EM Myrobalán B. EM Myrobalán B není ovšem příliš odolný proti mrazům. Na EM St.Julien A je plodnost malá. Starší zdroje doporučují i St. Julien vegetativně množenou, St. Julien deToulouse, Durancii, myrobalán.
Odrůda má špatnou afinitu k podnoži semenáč Zelené renklódy.

## Choroby a škůdci
Proti šarce středně odolná , ovšem uváděno i "až tolerantní". Náchylná k monilióze. Odrůda může být poškozována pilatkou, puklicí švestkovou, plody poškozují vosy. Vyskytuje se klejotok.